# Edgar Kaufmann (Regisseur)
Edgar Kaufmann (* vor 1962) ist ein deutscher Regisseur und Drehbuchautor.

## Filmografie
- 1970: Zauberlehrlinge (TV)
- 1974: Spätsaison (Fernsehserie)
- 1975: Polizeiruf 110: Der Spezialist (Fernsehreihe)
- 1977: Der rasende Roland
- 1977: Ein Trompeter kommt (TV)
- 1980: Kunstraub
- 1980: Die Heimkehr des Joachim Ott (Fernsehfilm)
- 1984: Polizeiruf 110: Im Sog
- 1987: Polizeiruf 110: Die alte Frau im Lehnstuhl
- 1988: Melanios letzte Liebe
- 1989: Polizeiruf 110: Trio zu viert
- 1990: Heimsuchung

## Hörspiele
- 1960: Richard Groß: Bankrott (Rundfunk der DDR)
- 1961: Stefan Scherpner: Erhebungen im Fall Engelfried (Rundfunk der DDR)
- 1961: Klaas Smelik: Der Untergang der Eppie Reina (Rundfunk der DDR)
- 1962: Gerhard Rentzsch: Nachtzug (Rundfunk der DDR)
- 1962: Norman Roston Concerning the Red Army (Rundfunk der DDR)
- 1963: Gerhard Rentzsch: Geschichte eines Mantels (Rundfunk der DDR)
- 1963: Rolf Schneider: Die Unbewältigten (Rundfunk der DDR)
- 1964: Józef Hen/Jadwiga Plonska: Skandal in Gody (Rundfunk der DDR)
- 1965: Ernst Bruun Olsen: Der Buchhändler kann nicht schlafen (Rundfunk der DDR)
- 1965: Vercors: Zoo oder Der menschenfreundliche Mörder (Rundfunk der DDR)
- 1966: Denis Diderot: Die Nonne (Rundfunk der DDR)
- 1967: Zofia Posmysz: Die Passagierin (Rundfunk der DDR)
- 1967: Der Prozeß um des Esels Schatten
- 1967: Arne Leonhardt: Der Abiturmann (Rundfunk der DDR)
- 1967: Alexander Marodic: Der Mutige (Kinderhörspiel – Rundfunk der DDR)
- 1968: Emmanuel Roblès: Männerarbeit (Rundfunk der DDR)
- 1969: Claude Prin: Potemkin 68 (Rundfunk der DDR)
- 1969: Emmanuel Roblès/Philippe Derrez: Männerarbeit (Rundfunk der DDR)
- 1969: Ralph Knebel: Rücksicht auf einen Brigadier (Rundfunk der DDR)
- 1969: Wolfgang Graetz/Joachim Seyppel: Was ist ein Weihbischof? Oder Antworten zur Akte Defregger (Rundfunk der DDR)
- 1973: Hans Christian Andersen: Die wilden Schwäne / Der Schweinehirt (mit Barbara Plensat) (Kinderhörspiel – Litera)
- 1992: Weinverkostung (ORB)
- 1993: Traberjustav (ORB)